# Seznam poslanců Moravského zemského sněmu (1871)
Toto je seznam poslanců Moravského zemského sněmu ve volebním období od září do prosince 1871.
| Jméno                                  | Kurie               | Volební obvod                                       | Strana             | Poznámka           |
| -------------------------------------- | ------------------- | --------------------------------------------------- | ------------------ | ------------------ |
| Aulich Robert                          | měst                | Uherské Hradiště, Ostroh, Bzenec, Veselí            |                    |                    |
| Badenfeld Arnošt                       | velkostatkářská     | II. sbor                                            |                    |                    |
| Belcredi Egbert                        | velkostatkářská     | I. sbor                                             | konz. velkostatkář |                    |
| Belrupt-Tissac Gustav                  | velkostatkářská     | II. sbor                                            |                    |                    |
| Berger Jan                             | venkovských obcí    | Uherský Brod, Valašské Klobouky, Vizovice           |                    |                    |
| Berchtold z Uherčic Zikmund            | velkostatkářská     | II. sbor                                            |                    |                    |
| Blankenstein Karel                     | velkostatkářská     | II. sbor                                            |                    |                    |
| Bochner Theodor                        | měst                | Brno (IV. okres)                                    |                    |                    |
| Bojakovský z Knurova Ferdinand         | velkostatkářská     | II. sbor                                            |                    |                    |
| Dalberg Bedřich Ferdinand              | velkostatkářská     | II. sbor                                            |                    | konz. velkostatkář |
| Demel Jan Rudolf                       | venkovských obcí    | Olomouc, Prostějov, Plumlov                         |                    |                    |
| Dvořák Jindřich                        | venkovských obcí    | Brno, Tišnov, Ivančice                              |                    |                    |
| d'Elvert Christian                     | měst                | Brno (II. okr.)                                     |                    |                    |
| Engel Josef                            | obch. a živn. komor | olomoucká komora                                    |                    |                    |
| Esinger Franz                          | venkovských obcí    | Mikulov, Jaroslavice                                | ústavák            |                    |
| Fanderlík Josef                        | měst                | Nové Město, Žďár nad Sázavou, …                     | staročech          |                    |
| Frendl Karl                            | měst                | Mor. Třebová, Svitavy, Březová                      |                    |                    |
| Fries z Friesenbergu August            | velkostatkářská     | II. sbor                                            |                    |                    |
| Fuks Hynek                             | měst                | Holešov, Hulín, Vsetín, …                           |                    |                    |
| z Fürstenberka Arnošt Filip            | velkostatkářská     | II. sbor                                            | konz. velkostatkář |                    |
| z Fürstenberka Bedřich                 | virilista           | olomoucký arcibiskup                                | konz. velkostatkář |                    |
| Fux Johann                             | měst                | Znojmo                                              | pokrokář           |                    |
| Ganzwohl Josef                         | venkovských obcí    | Uh. Hradiště, Uh. Ostroh, Strážnice                 |                    |                    |
| Gomperz Julius                         | obch. a živn. komor | brněnská komora                                     | pokrokář           |                    |
| Grossmann Josef                        | měst                | Mor. Ostrava, Místek, Brušperk                      |                    |                    |
| Hammermüller Ondřej                    | velkostatkářská     | II. sbor                                            | konz. velkostatkář |                    |
| Haněl Jan Miloslav                     | měst                | Třebíč, Velké Meziříčí                              |                    |                    |
| Hanisch Ferdinand                      | venkovských obcí    | Mor. Třebová, Svitavy, Jevíčko                      |                    |                    |
| Helcelet Jan                           | venkovských obcí    | Dačice, Telč, Jemnice                               | staročech          |                    |
| Hesse Karl                             | venkovských obcí    | Šternberk, Rýmařov                                  |                    |                    |
| Hoppe Bedřich                          | měst                | Boskovice, Konice, Tišnov                           |                    |                    |
| Illek Moritz                           | měst                | Uničov, Rýmařov                                     |                    |                    |
| Jášek Josef                            | venkovských obcí    | Přerov, Kojetín, Kroměříž, Zdounky                  |                    |                    |
| Jurajda Michal                         | venkovských obcí    | Val. Meziříčí, Rožnov, Vsetín                       |                    |                    |
| Kafka Josef                            | měst                | Brno (I. okr.)                                      |                    |                    |
| Kalivoda Jan                           | velkostatkářská     | II. sbor                                            |                    |                    |
| Kianek František                       | měst                | Dačice, Telč, Slavonice, Jemnice                    |                    |                    |
| Kleveta Alois                          | venkovských obcí    | Vyškov, Bučovice, Slavkov                           |                    |                    |
| Konárovský Josef                       | venkovských obcí    | Jihlava, Vel. Meziříčí, Třebíč                      |                    |                    |
| Königsbrunn Artur                      | velkostatkářská     | I. sbor                                             | konz. velkostatkář |                    |
| Konvalín Antonín                       | venkovských obcí    | Znojmo, Vranov nad Dyjí, Mor. Budějovice            |                    |                    |
| Kornyšl Josef Eduard                   | venkovských obcí    | Hustopeče, Břeclav, Židlochovice, ...               |                    |                    |
| Kovářík Tomáš                          | venkovských obcí    | Hranice, Libavá, Lipník                             |                    |                    |
| Kozánek Jan                            | měst                | Kroměříž                                            |                    |                    |
| Krátký Václav Eduard                   | velkostatkářská     | II. sbor                                            |                    |                    |
| Krejč Josef                            | měst                | Kyjov, Vyškov, Strážnice                            |                    |                    |
| Křepelka Raimund                       | venkovských obcí    | Mor. Ostrava, Místek, Frenštát                      |                    |                    |
| Lebwohl Karl                           | měst                | Mikulov                                             |                    |                    |
| Ledóchów-Ledochówski Antonín František | velkostatkářská     | II. sbor                                            |                    |                    |
| Logothetti Vladimír                    | velkostatkářská     | II. sbor                                            |                    |                    |
| Logothetti Zdenko                      | velkostatkářská     | II. sbor                                            |                    |                    |
| Machanek Ignaz                         | měst                | Dvorce, Libavá, Mor. Beroun, Budišov                |                    |                    |
| Mensdorff-Pouilly Alfons               | velkostatkářská     | II. sbor                                            |                    |                    |
| Mezník Antonín                         | venkovských obcí    | Vel. Meziříčí, Třebíč, Jihlava                      |                    |                    |
| Mikulaschek Karl                       | měst                | Šternberk                                           |                    |                    |
| Mildschuh Vilibald                     | venkovských obcí    | Kroměříž, Kojetín, Přerov, Zdounky                  |                    |                    |
| Mitrovský Vladimír                     | velkostatkářská     | II. sbor                                            |                    |                    |
| Moraw Johann Georg                     | venkovských obcí    | Nový Jičín, Fulnek, Příbor                          |                    |                    |
| Müller Franz Johann Nepomuk            | velkostatkářská     | II. sbor                                            |                    |                    |
| Novák Florián                          | měst                | Prostějov                                           |                    |                    |
| Oberleithner Eduard                    | venkovských obcí    | Šumperk, Vízenberk, Staré Město                     |                    |                    |
| Pražák Alois                           | venkovských obcí    | Boskovice, Blansko, Kunštát                         |                    |                    |
| Proskowetz Emanuel von                 | obch. a živn. komor | olomoucká komora                                    |                    |                    |
| Příza Leopold                          | velkostatkářská     | II. sbor                                            |                    |                    |
| Putz z Rolsbergu Max                   | velkostatkářská     | II. sbor                                            |                    |                    |
| Raška Adolf                            | měst                | Příbor, Fulnek, Frenštát                            |                    |                    |
| Rittler Julius                         | měst                | Mor. Krumlov, Ivančice, Mor. Budějovice, Jaroměřice |                    |                    |
| Rosenbaum František                    | venkovských obcí    | Mor. Budějovice, Hrotovice, Náměšť                  |                    |                    |
| Salm-Reifferscheidt Hugo               | velkostatkářská     | I. sbor                                             | konz. velkostatkář |                    |
| Seilern-Aspang Karel Maxmilian         | velkostatkářská     | II. sbor                                            |                    |                    |
| Serényi Alois                          | velkostatkářská     | II. sbor                                            |                    |                    |
| Schmidt Anton                          | obch. a živn. komor | olomoucká komora                                    |                    |                    |
| Schneider Ferdinand                    | měst                | Šumperk, Staré Město, Zábřeh                        | pokrokář           |                    |
| Schubert Josef                         | venkovských obcí    | Zábřeh, Mohelnice, Štíty                            |                    |                    |
| Sylva-Taroucca August                  | velkostatkářská     | I. sbor                                             |                    |                    |
| Skene Alfred I.                        | obch. a živn. komor | brněnská komora                                     |                    |                    |
| Skopalík František                     | venkovských obcí    | Holešov, Bystřice p. H., Napajedla                  | staročech          |                    |
| Spiegel-Diesenberg Ferdinand           | velkostatkářská     | II. sbor                                            | konz. velkostatkář |                    |
| Steinbrecher Bruno                     | měst                | Mohelnice, Loštice, Litovel, Huzová                 |                    |                    |
| Sternbach Ferdinand                    | velkostatkářská     | I. sbor                                             |                    |                    |
| Stillfried Filip                       | velkostatkářská     | II. sbor                                            |                    |                    |
| Strass Karl van der                    | měst                | Nový Jičín, Štramberk                               |                    |                    |
| Sturm Eduard                           | měst                | Jihlava                                             |                    |                    |
| Šrom František Alois                   | venkovských obcí    | Uh. Brod, Vizovice, Val. Klobouky, Zlín             |                    |                    |
| Tálský Josef                           | venkovských obcí    | Nové Město, Bystřice n. P., Žďár n. S.              |                    |                    |
| Tomanek Johann                         | měst                | Hustopeč, Hodonín, Slavkov, Dolní Kounice           |                    |                    |
| Trauttmansdorff Ferdinand              | velkostatkářská     | II. sbor                                            |                    |                    |
| Turetschek Carl Mauritz                | obch. a živn. komor | brněnská komora                                     |                    |                    |
| Václavík František                     | měst                | Hranice, Lipník, Kelč                               |                    |                    |
| Vetter Felix                           | velkostatkářská     | II. sbor                                            | Strana středu      |                    |
| Vodička František                      | venkovských obcí    | Litovel, Konice, Uničov                             |                    |                    |
| Vrba Ignát                             | venkovských obcí    | Olomouc, Prostějov, Plumlov                         |                    |                    |
| Weber František                        | venkovských obcí    | Kyjov, Hodonín, Ždánice                             |                    |                    |
| Weeber August                          | měst                | Olomouc                                             |                    |                    |
| Wenzliczke August                      | venkovských obcí    | Brno                                                |                    |                    |
| Wurm Ignát                             | měst                | Přerov, Kojetín, Tovačov                            |                    |                    |
| Wurm Josef                             | venkovských obcí    | Hustopeče, Břeclav, Židlochovice, Klobouky u B.     |                    |                    |
| Zaillner Innocenz                      | venkovských obcí    | moravské enklávy                                    |                    |                    |
| Zedník Florián                         | venkovských obcí    | Brno, Tišnov, Ivančice                              |                    |                    |